# Bona (ca sĩ)
Kim Ji-yeon (tiếng Hàn: 김지연; Hanja: 金知姸; Hán-Việt: Kim Trí Nghiên, sinh ngày 19 tháng 8 năm 1995), thường được biết đến với nghệ danh Bona (보나), là một nữ ca sĩ, diễn viên người Hàn Quốc, thành viên nhóm nhạc Cosmic Girls. Trong nhóm, cô đảm nhận vai trò visual, lead dancer, vocalist, sub rapper và center. Cô bắt đầu sự nghiệp diễn xuất của mình với bộ phim Hit the Top của đài KBS2 và có vai nữ chính trong bộ phim Girls' Generation 1979.

## Tiểu sử
Bona có tên khai sinh là Kim Ji-yeon, sinh ra tại quận Dalseo, Daegu, Hàn Quốc. Gia đình cô gồm có bố mẹ và anh trai (sinh năm 1994). Cô theo học trường tiểu học Daegu Namsong, trường trung học nữ sinh Songhyeon ở Daegu và trường trung học nữ sinh trực thuộc Đại học Giáo dục Dongguk ở quận Gwangjin, Seoul. Bona có thời gian làm thực tập sinh 6 năm trước khi ra mắt cùng nhóm nhạc nữ Trung-Hàn Cosmic Girls.

## Sự nghiệp

### Trước khi ra mắt
Bona là thực tập sinh của Cube Entertainment trước khi gia nhập Starship Entertainment vào năm 2013.

### 2016–nay: Ra mắt cùng WJSN và hoạt động solo
Cô được tiết lộ là thành viên của WJSN và Wonder Unit vào ngày 15 tháng 12 năm 2015, và chính thức ra mắt cùng nhóm vào ngày 25 tháng 2 năm 2016, với mini-album đầu tay Would You Like? cùng đĩa đơn "MoMoMo".
Năm 2017, cô xuất hiện lần đầu trong bộ phim Cú đánh cực đỉnh của đài KBS2, và được chọn vào vai nữ chính trong bộ phim tuổi teen Những cô nàng năm 1979. Cô cũng xuất hiện trong Chuyện tình Radio vào năm 2018, trước khi đóng vai chính thứ hai trong bộ phim Chàng quản gia.
Bona cũng có mặt trong dàn nghệ sĩ sẽ tham gia chương trình Law of the Jungle ở Quần đảo Bắc Mariana.
Năm 2020, Bona tham gia bộ phim truyền hình Chuyện tình ở Samkwang của đài KBS2 với vai diễn Lee Hae-deun. Cô đã giành được giải thưởng Nữ diễn viên mới xuất sắc nhất tại Lễ trao giải Phim truyền hình KBS 2020 cho diễn xuất của cô trong bộ phim.
Năm 2022, Bona nổi bật hơn với vai nhà vô địch thế giới và vận động viên kiếm huy chương vàng hợp tác cùng Kim Tae-ri và Nam Joo-hyuk trong bộ phim truyền hình Tuổi hai lăm, tuổi hai mốt của đài tvN. Bộ phim đã trở thành một trong những bộ phim truyền hình Hàn Quốc có tỷ suất người xem cao nhất trong lịch sử truyền hình cáp.
Sau những lần bị trùng lịch trình với việc quay Tuổi hai lăm, tuổi hai mốt, Bona đã tham gia cùng WJSN trong vòng thứ ba của chương trình Queendom đài Mnet, và nhóm đã giành được chiến thắng chung cuộc vào tháng 6 năm 2022.

## Danh sách đĩa nhạc

### OST
| Tên                                                                          | Năm  | Thứ hạng cao nhất | Thứ hạng cao nhất | Album                          |
| Tên                                                                          | Năm  | Hàn Quốc          | Hàn Quốc          | Album                          |
| Tên                                                                          | Năm  | Gaon              | Hot               | Album                          |
| ---------------------------------------------------------------------------- | ---- | ----------------- | ----------------- | ------------------------------ |
| "With" (cùng với Choi Hyun-wook, Kim Tae-ri, Lee Joo-myung, và Nam Joo-hyuk) | 2022 | 40                | 54                | Tuổi hai lăm, tuổi hai mốt OST |

## Danh sách phim

### Phim truyền hình
| Năm  | Tựa đề                     | Kênh | Vai          | Ghi chú           | Ng.           |
| ---- | -------------------------- | ---- | ------------ | ----------------- | ------------- |
| 2017 | Cú đánh cực đỉnh           | KBS2 | Do Hye-ri    | Vai phụ           | [ 20 ] [ 21 ] |
| 2017 | Những cô nàng năm 1979     | KBS2 | Lee Jung-hee | Vai chính         | [ 22 ] [ 23 ] |
| 2018 | Chuyện tình Radio          | KBS2 | DJ Jay       | Khách mời (tập 3) | [ 24 ]        |
| 2018 | Chàng quản gia             | KBS2 | Im Da-yeong  | Vai chính         | [ 25 ] [ 26 ] |
| 2020 | Chuyện tình ở Samkwang     | KBS2 | Lee Hae-deun | Vai chính         | [ 27 ]        |
| 2022 | Tuổi hai lăm, tuổi hai mốt | tvN  | Go Yoo-rim   | Vai phụ           | [ 13 ] [ 28 ] |
| 2023 | Luật sư thời Joseon        | MBC  | Lee Yeon-joo | Vai chính         | [ 29 ]        |

### Phim chiếu mạng
| Năm  | Tựa đề       | Vai        | Ghi chú   | Ng.    |
| ---- | ------------ | ---------- | --------- | ------ |
| 2024 | Pyramid Game | Sung Su-ji | Vai chính | [ 30 ] |

### Chương trình truyền hình
| Năm  | Kênh | Tên chương trình  | Vai trò            | Ng.           |
| ---- | ---- | ----------------- | ------------------ | ------------- |
| 2018 | SBS  | Law of the Jungle | Thành viên cố định | [ 10 ] [ 11 ] |

## Giải thưởng và đề cử
| Giải thưởng                            | Năm  | Hạng mục                                                                      | Tác phẩm đề cử/Người nhận                       | Kết quả   | Ng.           |
| -------------------------------------- | ---- | ----------------------------------------------------------------------------- | ----------------------------------------------- | --------- | ------------- |
| Asia Artist Awards                     | 2022 | Giải thưởng nổi tiếng – Diễn viên                                             | Bona                                            | Đề cử     | [ 31 ]        |
| Asia Artist Awards                     | 2022 | Diễn xuất xuất sắc nhất                                                       | Tuổi hai lăm, tuổi hai mốt                      | Đoạt giải | [ 32 ]        |
| Brand of the Year Awards               | 2021 | Thần tượng diễn xuất của năm (Nữ)                                             | Bona                                            | Đoạt giải | [ 33 ] [ 34 ] |
| KBS Drama Awards                       | 2017 | Nữ diễn viên mới xuất sắc nhất                                                | Cú đánh cực đỉnh, Những cô nàng năm 1979        | Đề cử     |               |
| KBS Drama Awards                       | 2017 | Nữ diễn viên chính xuất sắc nhất trong phim truyền hình một màn/đặc biệt/ngắn | Những cô nàng năm 1979                          | Đề cử     |               |
| KBS Drama Awards                       | 2018 | Cặp đôi đẹp nhất                                                              | Bona (cùng với Ha Seok-jin) Chàng quản gia      | Đề cử     |               |
| KBS Drama Awards                       | 2020 | Nữ diễn viên mới xuất sắc nhất                                                | Chuyện tình ở Samkwang                          | Đoạt giải | [ 13 ]        |
| Korea Culture and Entertainment Awards | 2022 | Giải xuất sắc, Nữ diễn viên                                                   | Tuổi hai lăm, tuổi hai mốt                      | Đoạt giải | [ 35 ]        |
| Korea Drama Awards                     | 2022 | Nữ diễn viên mới xuất sắc nhất                                                | Tuổi hai lăm, tuổi hai mốt                      | Đoạt giải | [ 36 ]        |
| Korea First Brand Awards               | 2019 | Nữ diễn viên thần tượng                                                       | Bona                                            | Đoạt giải | [ 37 ]        |
| Korea First Brand Awards               | 2020 | Nữ diễn viên thần tượng xuất sắc nhất                                         | Chuyện tình ở Samkwang                          | Đoạt giải | [ 38 ]        |
| MBC Drama Awards                       | 2023 | Giải thưởng xuất sắc, Nữ diễn viên phim truyền hình ngắn tập                  | Luật sư thời Joseon                             | Đề cử     | [ 39 ]        |
| MBC Drama Awards                       | 2023 | Cặp đôi đẹp nhất                                                              | Bona (cùng với Woo Do-hwan) Luật sư thời Joseon | Đề cử     | [ 40 ]        |